# Међународни дан сећања на Роме страдале у Другом светском рату
Међународни дан сећања на страдање Рома (познат под различитим називима) обележава се 2. августа у спомен на жртве геноцида над Ромима (Порајмос) који су нацистичка Немачка и њени савезници починили над ромским народом током Другог светског рата.
Овај датум је изабран јер је у ноћи између 2. и 3. августа 1944. године у логору за ромске породице (Zigeunerfamilienlager) у концентрационом логору Аушвиц убијено 2.897 Рома, углавном жена, деце и стараца. Укупан број жртава које су убијене у геноциду процењује се на између 220.000 и 500.000. Неке земље су одлучиле да обележавају геноцид на различите датуме.

## Оснивање и помен
Током 2004. године Врховна рада (парламент Украјине) усвојила је резолуцију о обележавању Међународног дана сећања на холокауст Рома.
Током 2009. године Српски национални конгрес Рома (Ромски национални савет) и Међународна ромска унија предложили су увођење Дана сећања на холокауст Рома/Порајмоса.
Пољска је 2011. године одлуком парламента установила Дан сећања на геноцид над Ромима и Синтима (Dzień Pamięci o Zagładzie Romów i Sinti). Хрватска, Чешка, Литванија и Словачка такође обележавају 2. август као Дан сећања на геноцид над Ромима и Синтима.
Европски парламент је 15. априла 2015. године прогласио „да Европски дан треба да буде посвећен комеморацији жртава геноцида над Ромима током Другог светског рата и да се овај дан зове Европски дан сећања на Холокауст Рома“.
Савет Европе такође одржава церемоније комеморације.

## Други датуми
Финска, Немачка, Ирска, Италија, Летонија, Португал, Словенија, Шпанија и Шведска обележавају геноцид над Ромима и Синтима 27. јануара, на Међународни дан сећања на холокауст. Чешка има четири датума: 2. август, 7. март, 13. мај и 21. август. Летонија има три датума: 27. јануар, 8. април и 8. мај.
У Србији се од 2007. године овај дан обележава 16. децембра, „у знак сећања на тај датум 1942. године, када је Химлер наредио систематско депортовање Рома у концентрационе логоре и њихово истребљење“.

## Локације
Спомен-обележја на територији Републике Србије налазе се  у следећим местима:
- Спомен-комплекс Стратиште, у Јабуци код Панчева, где је стрељано око 12.000 Рома, Срба и Јевреја,[8]
- Логор Топовске шупе, у Београду,
- Арапова долина, код Лесковца, где је 11. децембра 1941. стрељано 310 особа (293 Рома, 11 Срба и 6 Јевреја),[9]
- Логор Црвени крст, у Нишу[10]